# Pseudochromis howsoni
Pseudochromis howsoni är en fiskart som beskrevs av Allen, 1995. Pseudochromis howsoni ingår i släktet Pseudochromis och familjen Pseudochromidae. Inga underarter finns listade i Catalogue of Life.